# Église Saint-Lambert de Lavannes
L’église Saint-Lambert de Lavannes est une église romane construite au XIIe siècle, dédiée à Notre-Dame et située à Lavannes dans la Marne.

## Historique
Du XIIIe siècle, l'église Saint-Lambert possède une tour-porche formant un narthex à la base. 
Elle est construite sur un terre-plein à trois mètres environ au-dessus du sol.
Elle a dû être édifiée sur l'emplacement d'un ancien édifice datant vraisemblablement du VIIIe siècle pour honorer saint Lambert, le patron de la paroisse, qui fut martyrisé en 708. Les notes du chanoine Flodoart sur la vie de sainte Flotilde, native de Lavannes et religieuse à Avenay, permettent de la dater plus précisément ; sainte Flotilde aurait été inhumée en 942 en l'église de son village. Nous n'avons aucune indication locale sur le lieu de la sépulture de cette sainte car aucune pierre tumulaire n'indique l'existence d'une crypte où elle peut reposer. Cette église, dans ses différentes constructions, date des XIIe et XIIIe siècles, elle est construite sur un plan en forme de croix latine, elle possède un puits à l'intérieur, la pureté de son style est restée intacte en dépit des dégâts de la Première Guerre mondiale. La vue extérieure et intérieure de l'église produit un effet imposant.
Elle est classée aux monuments historiques et a subi d'importants dégâts lors de la Première Guerre mondiale.

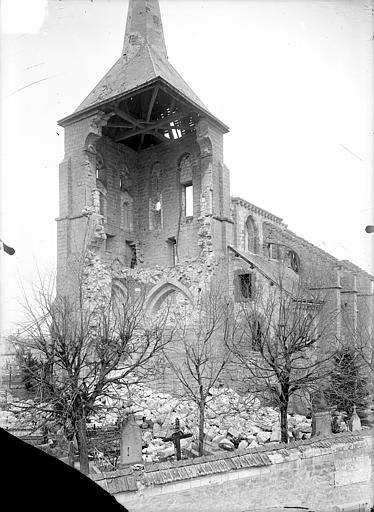
Touchée par la Grande Guerre.
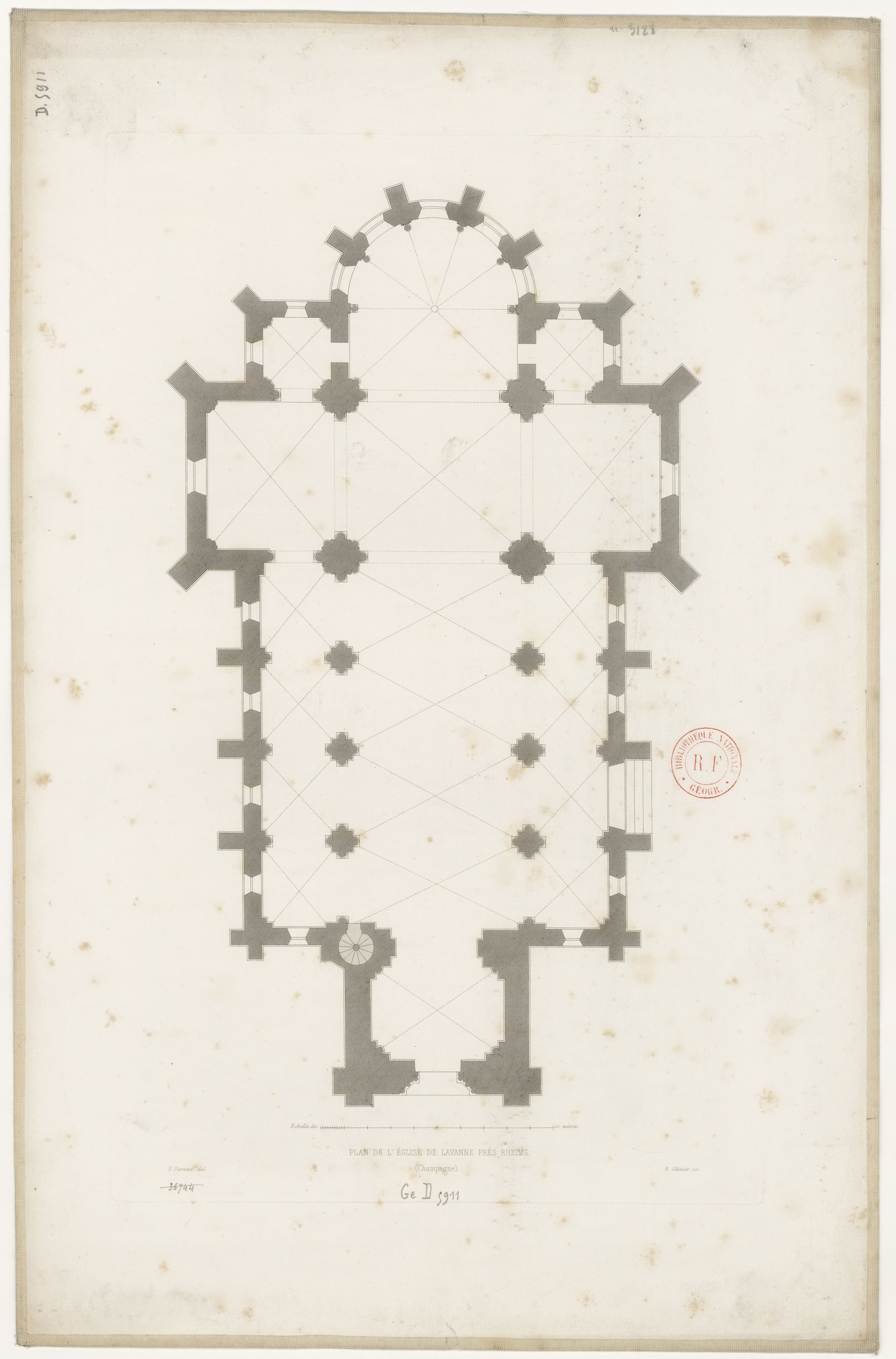
En plan.

## Images

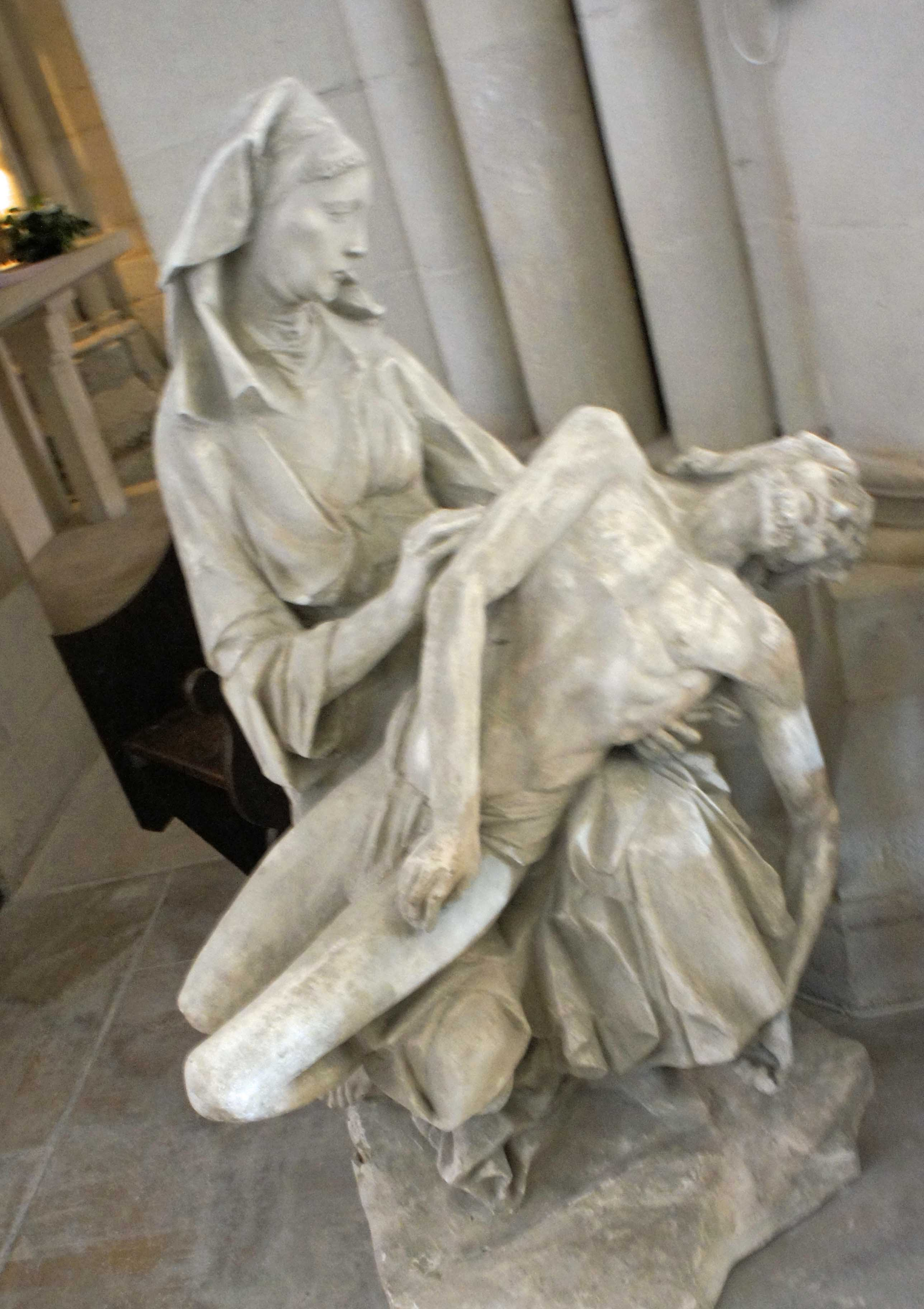
Une Vierge de douleur.
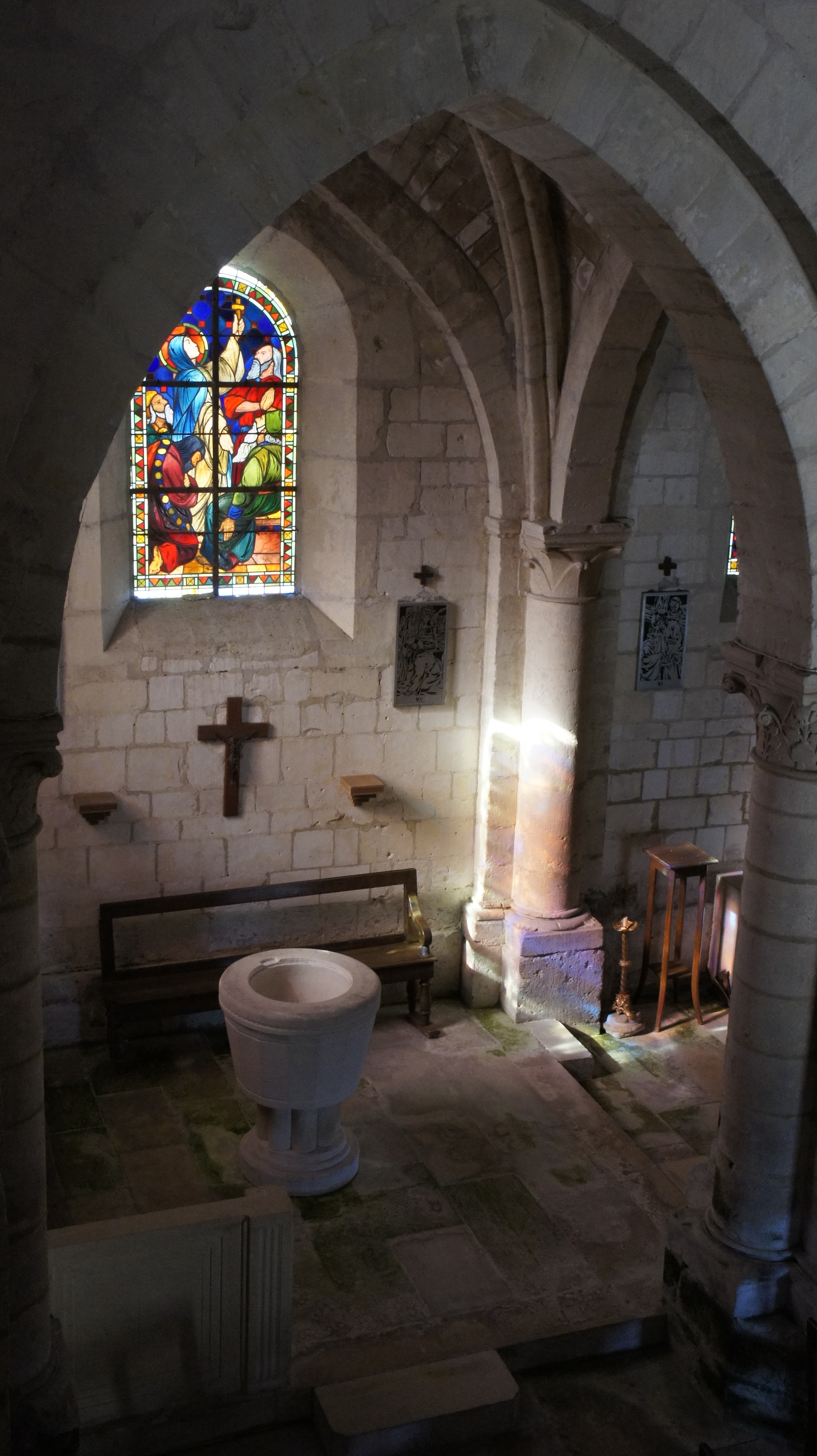
Fonts baptismaux du XVIe siècle[2].
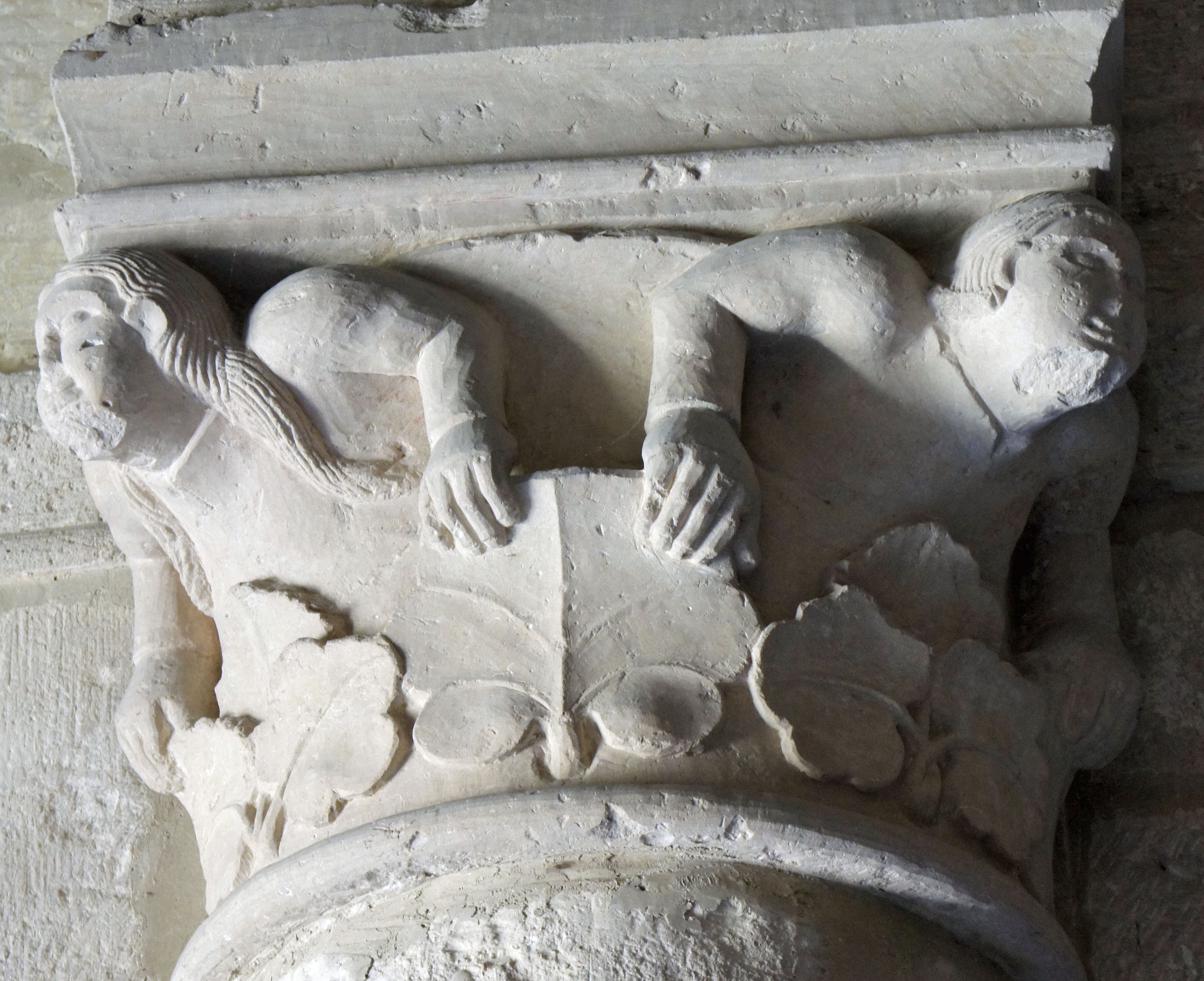
Un chapiteau.
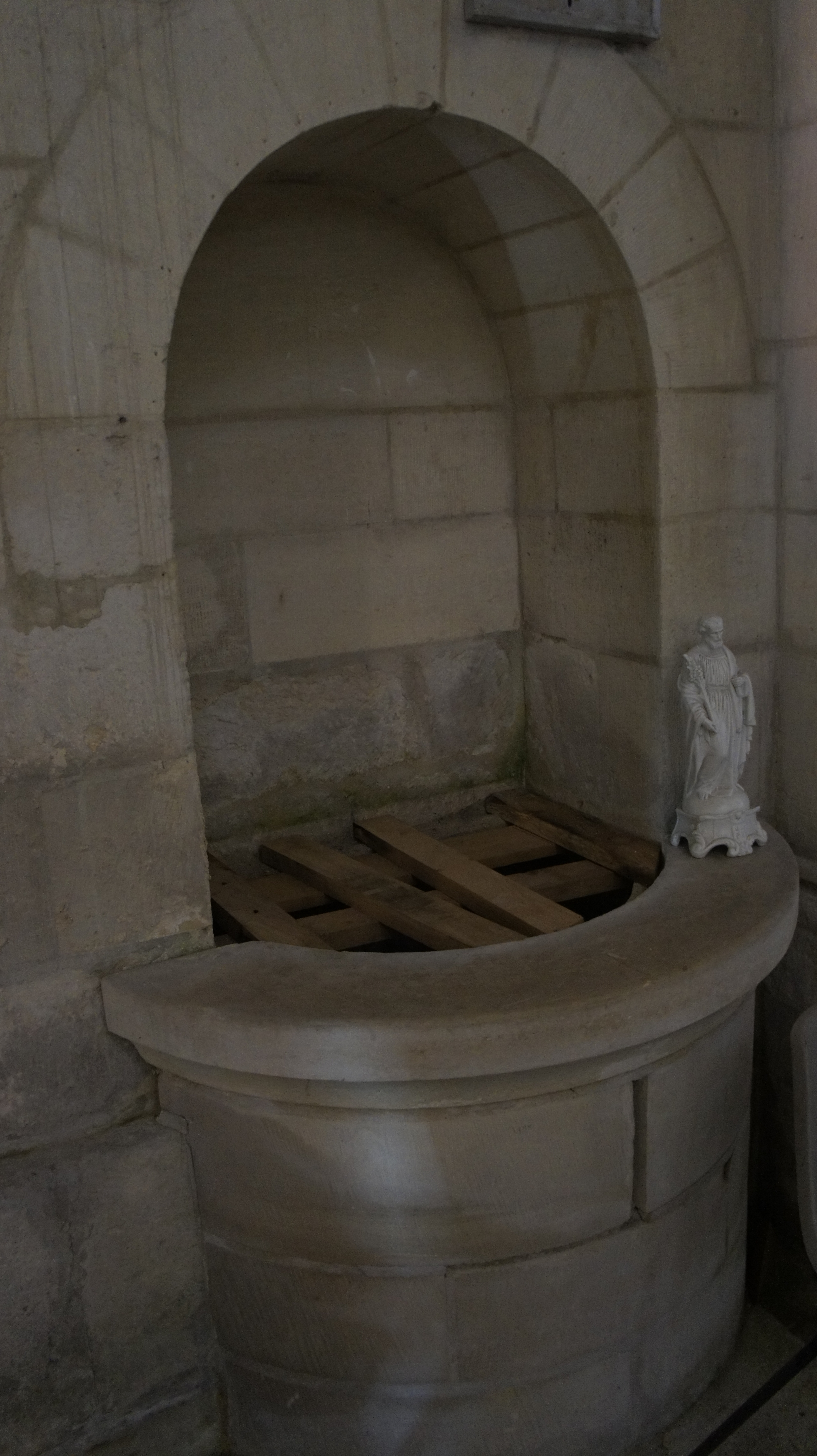
Le Puits dans l'église.
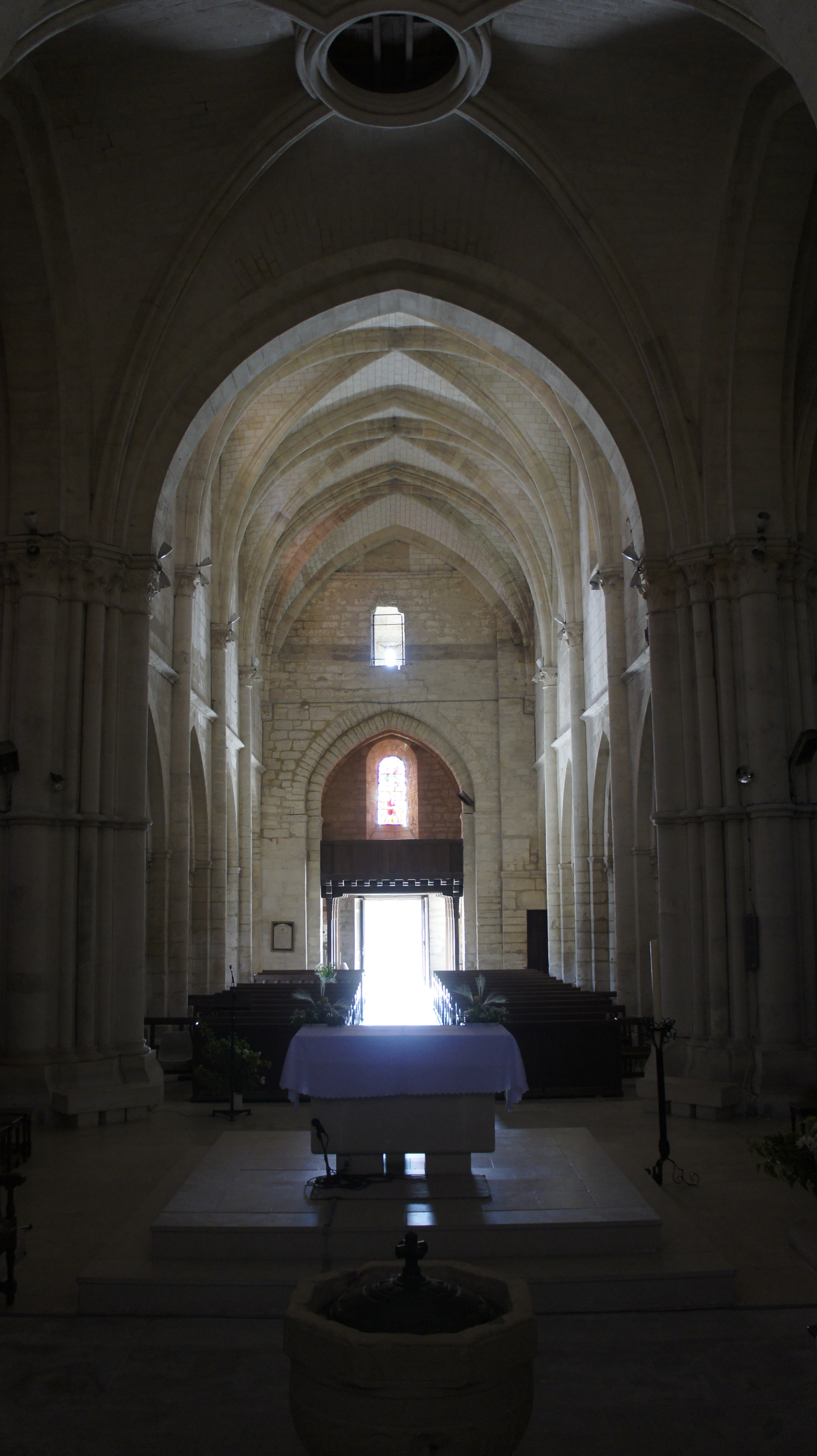
La nef.
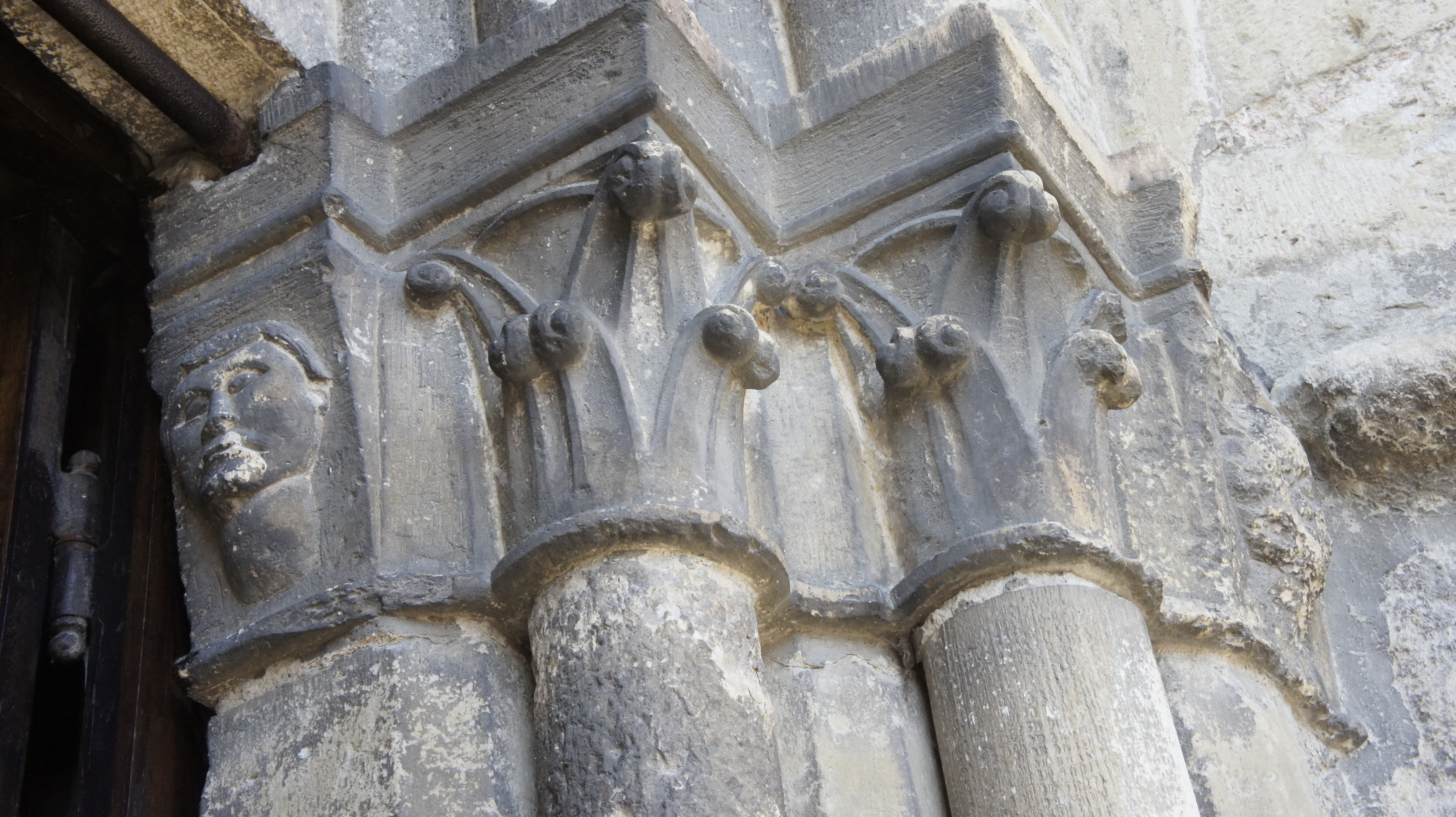
Détail du portail occidental.
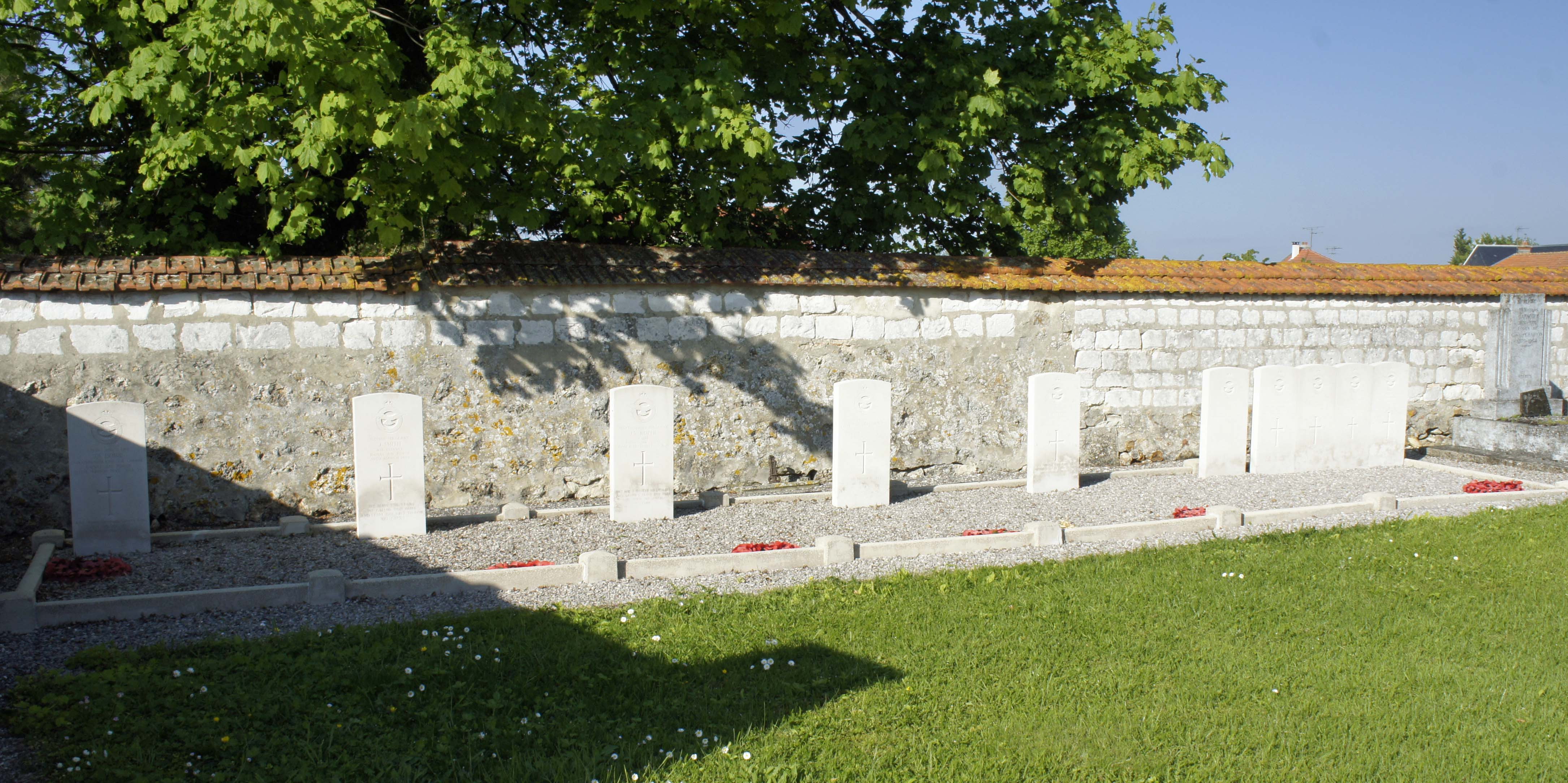
Tombes d'équipage de la R.A.F.